# Neolecta
Neolecta Speg. (smreczynka) – rodzaj grzybów z rodziny Neolectaceae. Takson monotypowy należący do monotypowej klasy Neolectomycetes.

## Systematyka i nazewnictwo
Pozycja w klasyfikacji według Index Fungorum: Neolectaceae, Neolectales, Neolectomycetidae, Neolectomycetes, Taphrinomycotina, Ascomycota, Fungi.
Synonim: Ascocorynium S. Ito & S. Imai ex S. Imai, Spragueola Massee.
Polską nazwę zarekomendowała Komisja ds. Polskiego Nazewnictwa Grzybów Polskiego Towarzystwa Mykologicznego w 2021 r.

## Charakterystyka
Do rodzaju Neolecta należą gatunki o nierozgałęzionych lub klapowanych, jasnożółtych, pomarańczowych do bladożółto-zielonych, maczugowatych, gładkich, mięsistych owocnikach o wysokości do 7 cm. Jest to jedyny znany rodzaj workowców tworzących owocniki w obrębie Taphrinomycotina lub poza Pezizomycotina. Może to być spowodowane bardzo podstawową i izolowaną pozycją w drzewie genealogicznym workowców. Według Lutzoniego są one żywą skamieniałością. Jeszcze kilkadziesiąt lat przed pierwszymi badaniami z zakresu biologii molekularnej argumentowano, że Neolecta jest rodzajem izolowanym w obrębie workowców. Charakterystyczną ich cechą jest całkowity brak hamatecjum, składają się tylko ze strzępek i hymenium, w którym brak parafiz. Worki bez sprzążek często o spłaszczonym lub wgniecionym obszarze wierzchołkowym, który pęka szczeliną, a jego ściana w roztworze Lugola po uprzednim działaniu KOH staje się wyraźnie niebieska. Neolecta vitellina tworzy masę konidiów poprzez pączkowanie, co wskazuje na możliwość, że tworzy stan drożdżowy.
Wszystkie gatunki żyją w towarzystwie drzew, a co najmniej jeden, Neolecta vitellina, wyrasta z korzeni żywiciela, ale nie wiadomo, czy grzyb ten jest pasożytniczy, saprotroficzny czy mutualistyczny.

## Gatunki
- Neolecta aurantiaca Feltgen 1905
- Neolecta flavovirescens Speg. 1881
- Neolecta irregularis (Peck) Korf & J.K. Rogers 1971
- Neolecta vitellina (Bres.) Korf & J.K. Rogers 1971

Nazwy naukowe na podstawie Index Fungorum.